# Мак-Клінток (протока)
Мак-Клінток (англ. McClintock Channel) — протока в Канадському Арктичному архіпелазі, що відокремлює острів Вікторія від острова Принца Уельського.

## Географія
Розташована в північно-західній частині Канади. Береги повністю лежать на території Нунавуту. З'єднує протоку Вайкаунт-Мелвілл, розташовану на півночі, з протокою Вікторія на півдні і затокою Ларсен на південному сході, а також на південному сході протока Мак-Клінток сполучена з протокою Франклін. Ширина протоки коливається від 105 до 209 км, довжина становить 274 км. Глибина — до 300 м на півночі та до 120 м на півдні.
Протоку названо на честь відомого полярного дослідника, англійського адмірала Френсіса Леопольда Мак-Клінтока.